# Мис Інгрід
68°46′0″ пд. ш. 90°42′0″ зх. д. / 68.76667° пд. ш. 90.70000° зх. д.
Мис І́нгрід (норв. Kapp Ingrid) — темний гірський мис, що розділяє затоки Норвегія і Саннефіорд на західній стороні острова Петра I, Антарктида. 1927 року Його виявила норвезька експедиція Ейвінда Тофтеу Odd I, корабель китобійного флоту Ларса Крістенсена, і назвали на честь Інгрід Крістенсен, дружини Ларса.